# Hans Burkhard
Inženýr Hans Burkhard byl švýcarský letecký konstruktér, který během první světové války pracoval pro německou firmu Gothaer Waggonfabrik AG. Mezi jeho návrhy patří úspěšné dvoumotorové bombardéry Gotha G.II, G.III, G.IV, G.V i neúspěšný nesymetrický experimentál G.VI, jehož první let skončil katastrofou.